# Kerstin Ström-Bergstam
Kerstin Ingeborg Ström-Bergstam, född 2 oktober 1924 i Stockholm, död 26 september 2022, var en svensk målare och grafiker.
Hon var dotter till postmästaren Tage Ström och Ingeborg Hansson och var gift med Bror Arvid Bergstam. Hon studerade vid Otte Skölds målarskola i Stockholm 1944–1946 och som extra elev på grafiklinjen vid Kungliga konsthögskolan 1963. Hon företog en rad studieresor till bland annat Frankrike, Nederländerna, Tyskland och Italien som återspeglas i hennes landskapsskildringar. Hon medverkade i Sveriges allmänna konstförenings vårsalonger på Liljevalchs konsthall, Föreningen Svenska Konstnärinnors jubileumsutställning på Konstakademien, Liljevalchs Stockholmssalonger och en grupputställning på Galerie Æsthetica. Hennes konst består av porträtt, figurmotiv och landskapsmålningar i olja samt gips- och plåtgravyr. 